# Willemsfonds
Het Willemsfonds is een Vlaamse vrijzinnige socioculturele organisatie.

## Geschiedenis

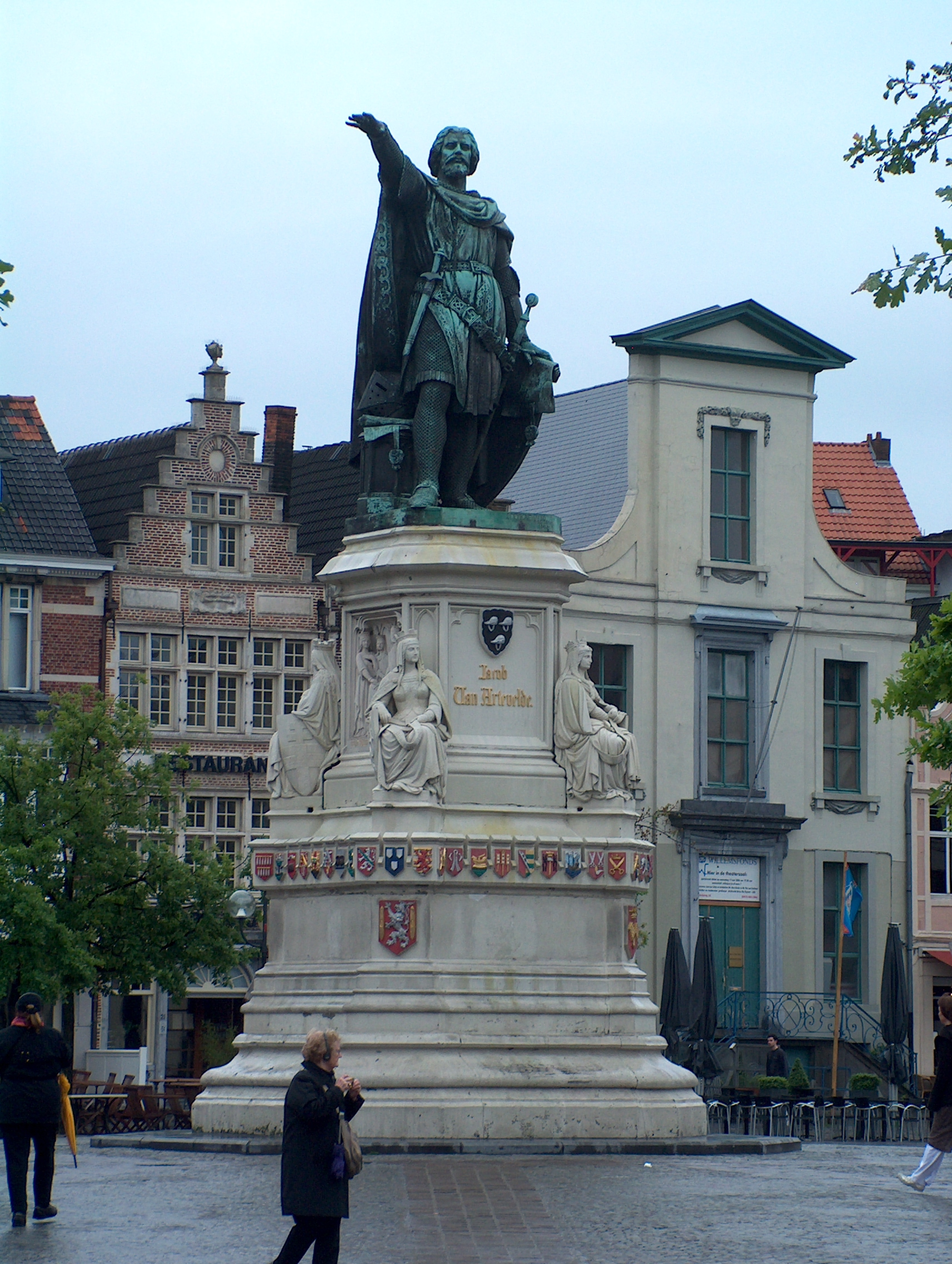
Rechts op de achtergrond het Lakenmetershuis op de Vrijdagmarkt in Gent, waar het hoofdkwartier van het Willemsfonds sinds 1868 gevestigd is.

### Oprichting
Het fonds werd op 23 februari 1851 in Gent opgericht door een aantal liberalen zowel als katholieken ter verdediging van de Nederlandse taal en werd genoemd naar de toen pas overleden schrijver Jan Frans Willems. Tot de meest bekende stichters hoorden onder anderen: Philip Blommaert, Ferdinand Snellaert, Frans Rens, Constant Serrure, Philippe Kervyn de Volkaersbeke, Jacob Heremans. Zij beschreven het doel van de vereniging als: "de nederduitsche tael- en letterkunde en al wat haer aengaet krachtdadig ondersteunen en aenmoedigen, ter versterking van den algemeenen nationalen geest in België". 
De stichting van het Willemsfonds wordt in Vlaanderen doorgaans gezien als het startpunt van de geschiedenis van het sociaal-cultureel werk.

### Vroeger en nu
Het fonds verdedigde de taal door het Vlaamse volkslied aan te moedigen en taalwedstrijden te organiseren, betaalbare Nederlandstalige boeken uit te geven en algemene bibliotheken op te richten. In de begindagen zijn zowel katholieken als liberalen lid. Ze ondersteunen én het Vlaams - zowel taal als cultuur - én pleitten voor een sterk, nationaal België. Tegenwoordig is het Willemsfonds van liberaal-vrijzinnige signatuur en onderscheidt zich zo van het socialistische Vermeylenfonds, het katholieke Davidsfonds, het in oorsprong communistische Masereelfonds en het Rodenbachfonds. Het fonds is een culturele ontmoetingsplaats waar vrijwilligers en medewerkers van gedachten kunnen wisselen, een eigen mening kunnen vormen en activiteiten organiseren.

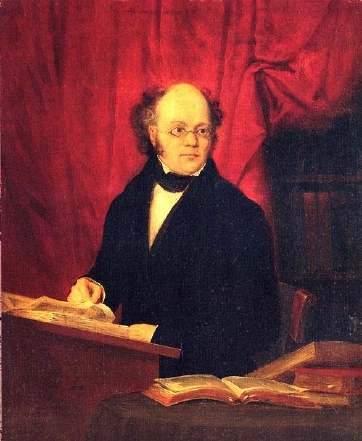
Jan Frans Willems (Boechout, 11 maart 1793 - Gent, 24 juni 1846) was een Vlaams schrijver en prominent lid van de Vlaamse Beweging die zijn naam leende voor het Willemsfonds.

### Gentse wortels
In de vroege negentiende eeuw is Gent de enige industriestad in Vlaanderen. Zeven Brusselaars en 31 Gentenaars - vooral behorend tot de nieuwe, (industrialiserende) middenklasse - stichtten in 1851 de vereniging. De eerste voorzitter was baron Jules de Saint-Genois tot 1855. Daarna volgden de Gentenaren Ferdinand Augustijn Snellaert en Julius Vuylsteke. Vuylsteke stelde dat de clerus de arbeiders onmondig en onwetend hield en vanaf 1862 volgde hij een antiklerikale koers. Gematigde leden zoals kanunnik Jan Baptist David (1801 - 1866) verlieten daarop het Willemsfonds. Het leidde in 1875 tot de oprichting van het Davidsfonds en de verzuiling van het sociaal-cultureel werk. Tot 1976 waren alle voorzitters Gentenaren. Sinds 1868 is het hoofdkwartier gevestigd in het Lakenmetershuis op de Vrijdagmarkt.

## Structuur

### Voorzitters
| Periode      | Voorzitter                      |
| ------------ | ------------------------------- |
| 1851 - 1855  | Jules de Saint-Genois           |
| 1855 - 1862  | Ferdinand Augustijn Snellaert   |
| 1862 - 1874  | Frans Rens                      |
| 1875         | Leo Van Aelbroeck (dienstdoend) |
| 1876 - 1882  | Jacob Heremans                  |
| 1883 - 1896  | Julius Vuylsteke                |
| 1896 - 1919  | Gillis Désiré Minnaert          |
| 1919 - 1937  | Jozef Vercoullie                |
| 1937 - 1951  | Oscar Van Hauwaert              |
| 1951 - 1962  | Hans Van Werveke                |
| 1962 - 1965  | Pieter Lambrechts               |
| 1965 - 1984  | Adriaan Verhulst                |
| 1984 - 1992  | Ernest Van Buynder              |
| 1992 - 2003  | Leo Ponteur                     |
| 2003 - 2012  | Sylvain Peeters                 |
| 2012 - 2014  | Livia De Gryse                  |
| 2014 - 2019  | Laurent Rens                    |
| 2019 - 2022  | Amand Dewaele                   |
| 2022 - heden | Marc Vanryckeghem               |

| Periode     | Secretaris        |
| ----------- | ----------------- |
| 1851 - 1855 | Edouard Degerickx |
| 1855 - 1862 | Karel Van Acker   |
| 1862 - 1866 | Julius Vuylsteke  |
| 1866 - 1867 | Emiel De Clercq   |
| 1867 - 1880 | Julius Vuylsteke  |
| 1880 - 1891 | August Gondry     |
| 1891 - 1919 | Jozef Vercoullie  |
| 1919 - 1951 | Adriaan Hegmans   |
| 1951 - 1957 | Marcel Bots       |
| 1957 - 1965 | Adriaan Verhulst  |
| 1965 - 1979 | Walter Prevenier  |
| ...         |                   |
| 1981 - 1985 | Leo Ponteur       |

## Trivia
- In 1974 telde de vereniging 6000 leden, verspreid over ongeveer 70 afdelingen.
- Het Willemsfonds was medestichter van het Overlegcentrum van Vlaamse Verenigingen. Het verliet het OVV in de jaren 1990 omdat het meende dat de federalisering verworven was.
- Het fonds organiseert elk jaar het literair festival Het Betere Boek, waar De Bronzen Uil wordt uitgereikt.